# Un boulot harassant
Pour plus de détails, voir Fiche technique et Distribution.
Un boulot harassant (Steal Wool en anglais) est un cartoon américain Looney Tunes de 1957 réalisé par Chuck Jones mettant en scène Ralph et Sam.